# Caspar Schwartz

Selbstbezeichnung auf Titelblatt:
M. CASPARUM Schwartzen / Strals.Pom.

Caspar Schwartz, auch Schwartze, Schwartzius, (* um 1595 in Stettin; † 16. September 1649 in Jördenstorf bei Teterow) war ein deutscher Theologe, Pädagoge, Mediziner, Mathematiker und Kalendermacher.

## Leben
Caspar Schwartz gab auf den Titelblättern seiner Kalender an, dass er aus Stralsund stammte, doch wurde er in Stettin geboren. Seine Kindheit verbrachte er in Stralsund, da sein Vater dort Syndikus war (Jurist).
Sein Studium absolvierte Schwartz in Danzig, Königsberg und Greifswald. Die Matrikel der Universitäten Greifswald und Rostock ergeben weitere Einzelheiten über seine Ausbildung, Namensgebung und Herkunft. Seine Immatrikulation an der Universität Greifswald 1614 erfolgte als „Casparus Schvarte, Sundensis“. In Greifswald trat C. Schwartz mit drei akademischen Schriften (Dissertationen von 1619, 1620, 1621) hervor. Seine Promotion in Greifswald erfolgte 1620 mit der Dissertation De globi coelestis fabrica et usu.
Schwartz, der Medizin, Theologie, Mathematik (und damit auch Astronomie) studierte, erlangte 1632 die Magisterwürde als „M. Casparem Swartzen, Stralsundensem, pastorem Iordenstorpiensem, Gryphiswaldiae promotum“.
Bevor er 1632 das Amt des Pastors in der Dorfkirche Jördenstorf übernahm (einem kleinen Ort in der Superintendentur Malchin im damaligen Fürstentum Mecklenburg), war er seit 1623 Konrektor einer Schule in Demmin und seit 1629 Arzt und Rektor in Malchin.
In Rostock verbrachte Schwartz einige Zeit infolge der Verwüstungen seiner Gemeinde Jördenstorf (im Dreißigjährigen Krieg). Er erlangte in der Ostseestadt hohes Ansehen als Pest-Medicus und wurde von „Herzog Hans Albrecht als Medicus“ geschätzt. Christoph Schwartz emeritierte 1647 als Pastor in Jördenstorf und starb bald darauf 1649.

### Kalender
Mit dem Kalenderschreiben begann Schwartz 1622, als er einen Kalender für das Jahr 1623 verfasste, denn in der Vorrede seines Postreuters ... für 1646 schrieb er von sich, „daß ich nun in die 24. Jahr Calender vnd Prognostica ans Liecht gegeben habe“. Die durch die wenigen erhaltenen Exemplare nachgewiesenen Druckorte sind Rostock, Stettin, Greifswald und Stockholm. Den „SchreibCalender“ in Quart hatte Caspar Schwartz 22 Jahre als „Alt und New“ Kalender verfertigt, ehe er ihn im 23. Jahr (1646) auch auf Danzig richtete und den Neuen, Gregorianischen Kalender voranstellte (SchreibCalender für 1646 für Danzig). Obwohl dieser Kalender für Danzig berechnet wurde, trägt die Titelseite eine Stadtansicht von Rostock. Caspar Schwartz gehörte zu einer Gruppe von Pfarrern, die alle aus der Gegend um Demmin stammten oder dort wirkten und in der ersten Hälfte des 17. Jahrhunderts Schreibkalender herausgaben. Seine Kalender waren weit verbreitet und deren Berechnungen und Wetterangaben noch über 100 Jahre nach seinem Tod populär.

### Familie

Hochzeitswünsche für Tochter von M. CASPARI Schwartzen

Aus der Ehe mit Margareta Brandeburg ging der Sohn Joachim hervor, der im September 1647 an der Greifswalder Universität immatrikuliert wurde. An anderer Stelle heißt es, dass er mit Margarete Kittendorf, der Tochter des Stadtvogts und späteren Bürgermeisters von Demmin, verheiratet war. Aus dieser Ehe sollen ein Sohn und drei Töchter hervorgegangen sein. Der Sohn Georg (* um 1730 in Demmin) wurde Pastor zu Kirch Kogel. Zu der Heirat seiner Tochter Margarete 1658 mit Joachim Duncker, Pastor in Belitz, gab es gedruckte Hochzeitswünsche.
Die Tochter Barbara heiratete 1647 Andreas Rosenow (aus Sternberg), der nach der Emeritierung von Schwartz dessen Pastorenstelle in der Dorfkirche Jördenstorf übernahm. Eine Tochter aus deren Ehe, Maria Rosenow, heiratete Caspar Mantzel. Ein Sohn aus dieser Ehe und somit Urenkel von Caspar Schwartz war Ernst Johann Friedrich Mantzel d. Ä. (1699–1768), Jurist und Professor an den Universitäten Rostock und Bützow. Ein Neffe von ihm war Christian Gottfried Mantzel (dessen Vater war Johann Mantzel), der zwei Kalender von Caspar Schwartz (den Schreib-Calender für 1647 und einen Allmanach für 1651) in den Händen hielt und beide 1791 in einem Aufsatz beschrieb. Diese zwei Kalender hatte er von Delbrügk, Pastor zu Stuer, einem weiteren Enkel von Caspar Schwartz, erhalten.

## Schriften (Auswahl)
- Johannes Trygophorus (Präses), Caspar Schwartz (Resp.): De justitia universali et particularis, talione, jure, et aequitate. In: Johannes Trygophorus: Exercitationes ethicae ex Aristotelis ad Nicomachum ethicis. Greifswald 1619, S. 141–168. UB Greifswal, 536/Disp. phil. 59,6.
- Laurentius Ludenius (Präses), Caspar Schwartz (Resp.): De globi coelestis fabrica et usu. Greifswald 1620. UB Greifswald, 536/Disp. phil. 47,3a.
- Laurentius Ludenius (Präses), Caspar Schwartz (Resp.): De anima. Greifswald 1621. UB Greifswald, 536/Disp. phil. 47,6.
- Meditationes Sacrae Oder Christliche Gedancken Und Erklerunge des Evangelii Von der Schiffart Christi/ Seiner Jünger/ und aller frommen Christen/ so in dem ungestümen Meer dieser letzten Welt/ herumbfahren müssen/ benebenst Erinnerunge was sie für Glücke bey solcher schiffart zuerwarten haben. Rostock 1641. UB Rostock, Fc-1430. (online)
- Postreuter. Bona Meliora Nova, Das ist: Besser Gute Newe Zeitung/ Nicht auß Enthusiastischen Einfällen/ sondern auß wahrer Astronomischer Rechnung/ vnd darauß folgenden Judicio, auch nicht nach Heydnischen verdampten Gebräuche/ sondern so weit es einem Christlichen Mathematico gebühren will/ allen Aberglauben außgeschlossen/ continuirt vnd verfertigt auff das Jahr M DC XXXXVI. An statt deß Complementi Prognostici. Rostock [1646?]. UB Rostock, LB V 213. (online)

### Kalender
- SchreibCalender (auf den Mecklenburgischen Horizont gerichtet), Format 4°. 1624–1638: David Rhete, Stettin, 1639–1652: Nikolaus Keil, Rostock.
- SchreibCalender (auf den Danziger Horizont gerichtet), Format 4°. 1646–?: Nikolaus Keil, Rostock
- Calendarium oder Allmanach, Format 16°. 1623–1652: Nikolaus Keil, Rostock
- Kleiner Schreibcalender, Format 12°. Um 1643: Nikolaus Keil, Rostock
- Calendarium, Oder Almanach und klein Prognosticon, Format 12°. Um 1629: Hans Witte, Greifswald.